# الأربعين في أصول الدين (الغزالي)
كتاب الأربعين في أصول الدين للمؤلف: الإمام أبو حامد الغزالي، كتاب وضع فيه مؤلفه خلاصة كتبه وزبدتها كإحياء علوم الدين والاقتصاد في الاعتقاد وبداية الهداية وغير ذلك مما هو في موضوعه، حتى جمع فيه زبدة علوم القرآن كما قال.

## أقسام الكتاب[1]
- القسم الأول: في أصول العقائد التي ينبني عليها الدين، والتي هي الخطوة الأولى فيه ومنها ينطلق.
- القسم الثاني: في الأعمال الظاهرة والعبادات، حيث شرحها من خلاله معالمها وأسرارها.
- القسم الثالث: في تزكية القلب عن الأخلاق المذمومة.
- القسم الرابع: في تحليتها بالأخلاق المحمودة بعد تخليتها.